# Pseudacherontides vivax
Pseudacherontides vivax är en urinsektsart som först beskrevs av Riozo Yosii 1956.  Pseudacherontides vivax ingår i släktet Pseudacherontides och familjen Hypogastruridae. Inga underarter finns listade i Catalogue of Life.